# Cigán
Cigán é um filme de drama eslovaco de 2011 dirigido e escrito por Martin Šulík e Marek Lescák. Foi selecionado como representante da Eslováquia à edição do Oscar 2012, organizada pela Academia de Artes e Ciências Cinematográficas.

## Elenco
- Miroslav Gulyas - Tio
- Martina Kotlarova - Julka
- Jan Mizigar - Adam
- Attila Mokos